# Nuciferina
Nuciferine es un alcaloide que se encuentra dentro de las plantas de Nymphaea caerulea y Nelumbo nucifera. Tiene un perfil de acción asociada con los receptores de bloqueo de dopamina. Induce a sedación, hipotermia, ptosis y (en dosis más altas) catalepsia; inhibe la actividad motora espontánea, de la respuesta de evitación condicionada, anfetamina y estereotipia. Nuciferina también puede potenciar la morfina analgesia. La dosis letal media en ratones es de 289 mg / kg. Está estructuralmente relacionado con la apomorfina.